# Viola cerasifolia
Viola cerasifolia är en violväxtart som beskrevs av A. St.-hil.. Viola cerasifolia ingår i släktet violer, och familjen violväxter. Inga underarter finns listade i Catalogue of Life.